# Федір Хребтович
Федір Хребтович (д/н — 1528) — державний і військовий діяч Великого князівства Литовського.

## Життєпис
Походив з литовсько-білоруського шляхетського роду Хребтовичів гербу Одровонж. Син Богдана Хребтовича, пана радного. Про молоді роки замало відомостей. Перша письмова згадка відноситься до 1486 року.
1493 року отримав від брата посаду підскарбія надвірного литовського. Також стає паном радним. 1499 року отримав містечко Любчу (1528 року продав його Ольбрахту Гаштольду). 
1501 року призначено підскарбієм земським (великим) литовським. Крім того, 1501 року стає державцем білицьким. 1506 року отримав від великого князя литовського маєтності Липськ і Красноборський ліс. 1507 року призначено старостою берестейським та надано посаду державця остринського. Був одним з підписантів Венденського договору з Ливонським орденом.
1508 року приєднався до повстання братів Глинських. У 1509 році був арештований, позбавлений усіх посад й запроторений до в'язниці. Було звільнено 1511 року. Після цього не відігравав жодної політичної ролі, займався власними маєтностями. Помер у грудні 1528 року.

## Родина
Дружина — Марія
Діти:
- Юрій, господарський дворянин (чоловік княгині Людмили Толочинської), потім архієпископ полоцький під ім'ям Герман;
- Олена, дружина князя Федора Четвертинського.